# Zofia Czyżyńska
Zofia Czyżyńska z domu Sztuczyńska (ur. 2 sierpnia 1937 w Główczynie) – polska poetka i nauczycielka.

## Życiorys
Urodziła się w Główczynie koło Dobrzynia nad Wisłą jako córka Antoniego i Janiny z Kwiatkowskich. Od 1956 należała do Związku Harcerstwa Polskiego. W 1957 ukończyła Państwowe Liceum Pedagogiczne w Wymyślinie. W latach 1970–1974 studiowała filologię polską na Uniwersytecie Gdańskim, gdzie uzyskała tytuł zawodowy magistra. Odbyła również Podyplowe Studium Języka Polskiego w Piotrkowie Trybunalskim przy Uniwersytecie Warszawskim oraz Studium Podyplomowe Etnografii na Uniwersytecie Mikołaja Kopernika w Toruniu. 
W latach 1956–1958 pracowała jako nauczyciel w Szkole Podstawowej w Płomianach, w latach 1958–1967 w Szkole Podstawowej w Dyblinie, w latach 1967–1973 oraz 1975–1976 w Szkole Podstawowej w Dobrzyniu nad Wisłą, w latach 1973–1975 w Technikum Rachunkowości Rolnej w Dobrzyniu nad Wisłą oraz w latach 1976–1986 w Zespole Szkół Rolniczych w Dobrzyniu nad Wisłą. 
Wiersze i artykuły publikowała w prasie regionalnej, w tym Ziemi Dobrzyńskiej, Słowie Dobrzyńskim oraz Roczniku Dobrzyńskim. W dorobku ma między innymi 4 tomiki poezji oraz książkę wspomnieniową. 
W 2016 roku została wyróżniona tytułem „Zasłużony dla Powiatu Lipnowskiego” (Uchwała nr XVI/106/2016 z dnia 5 lipca 2016r.). W 2017 roku za całokształt twórczości została uhonorowana Nagrodą imienia Adama Adamandego Kochańskiego (XVIII edycja za rok 2016).
W Dobrzyniu nad Wisłą odbywa się również Konkurs recytatorski poezji Zofii Czyżyńskiej dla dzieci, którego organizatorem jest miejscowa biblioteka publiczna.  

## Wybrane odznaczenia
- Złoty Krzyż Zasługi (1977)[1]
- Medal 40-lecia Polski Ludowej (1984)[1]